# Hypocrea aureoviridis
Hypocrea aureoviridis är en svampart som beskrevs av Plowr. & Cooke 1880. Hypocrea aureoviridis ingår i släktet svampdynor och familjen Hypocreaceae.  Arten är reproducerande i Sverige.Utöver nominatformen finns också underarten macrospora.